# 米拉贝尔花园
米拉贝尔花园（德语：Mirabellgarten）是米拉贝尔宫（Schloss Mirabell）的花园，在奥地利萨尔茨堡的萨尔茨堡老城，是这个城市最著名的旅游目的地之一。它包括：
- 大花园（Große Gartenparterre）
- 小花园（Kleine Gartenparterre）
- 剧院（Theatergarten）
- 矮人花园（Zwergelgarten）
- 堡垒（Bastionsgarten）
- 玫瑰园（Rosengarten）

米拉贝尔花园是联合国教科文组织世界遗产萨尔茨堡历史中心的一部分。

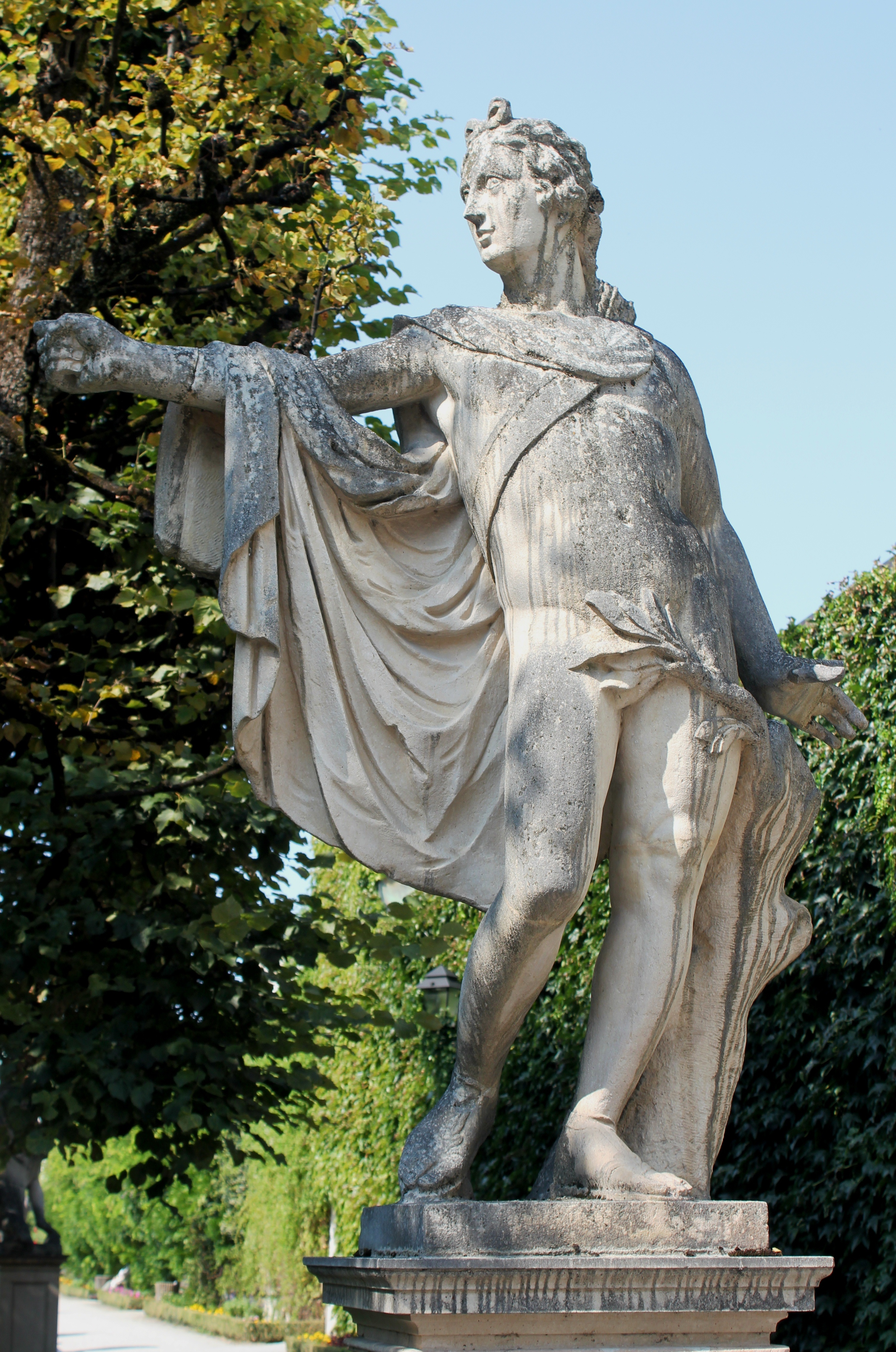
阿波罗
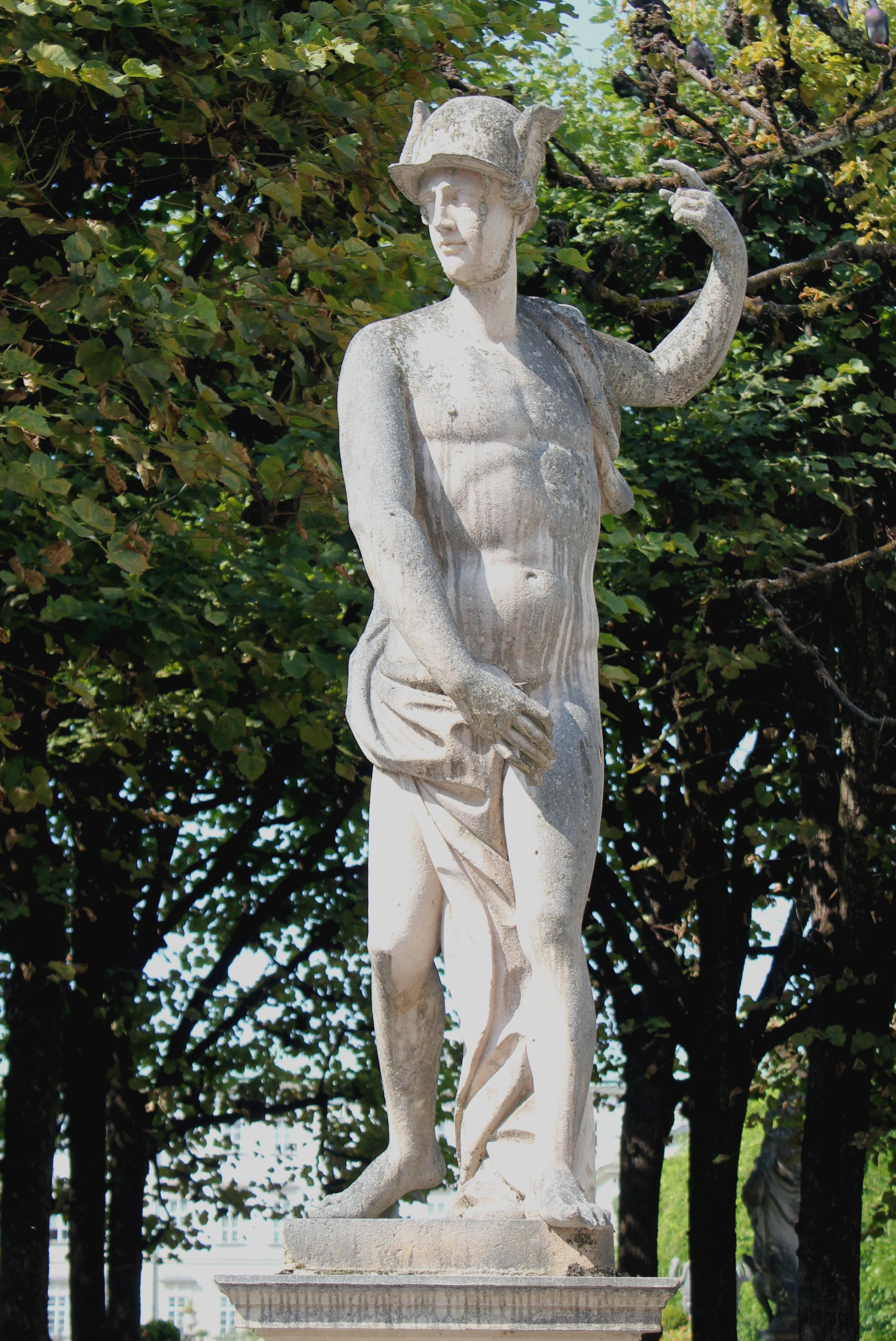
Merkur (Sommer)
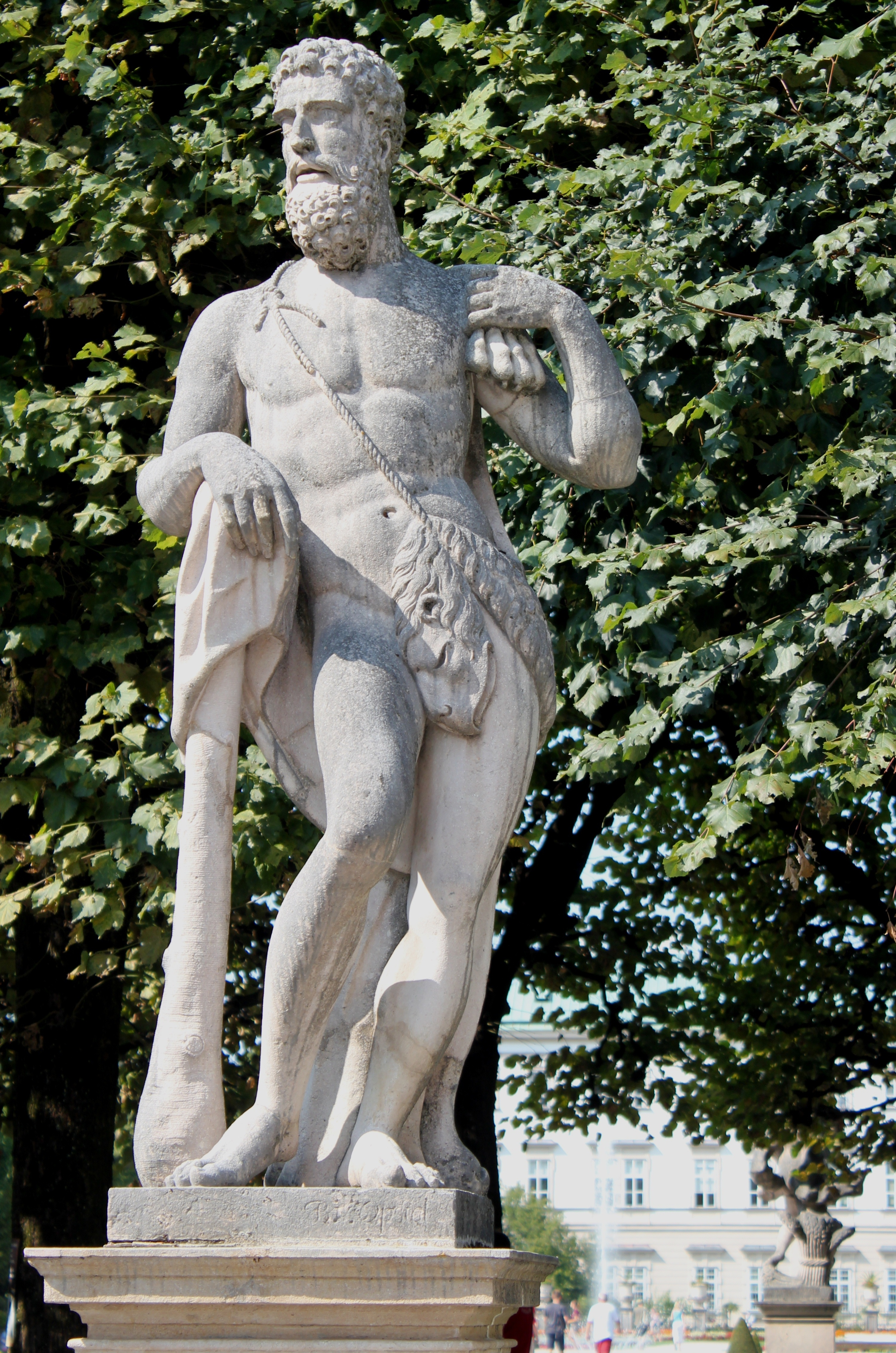
Herkules
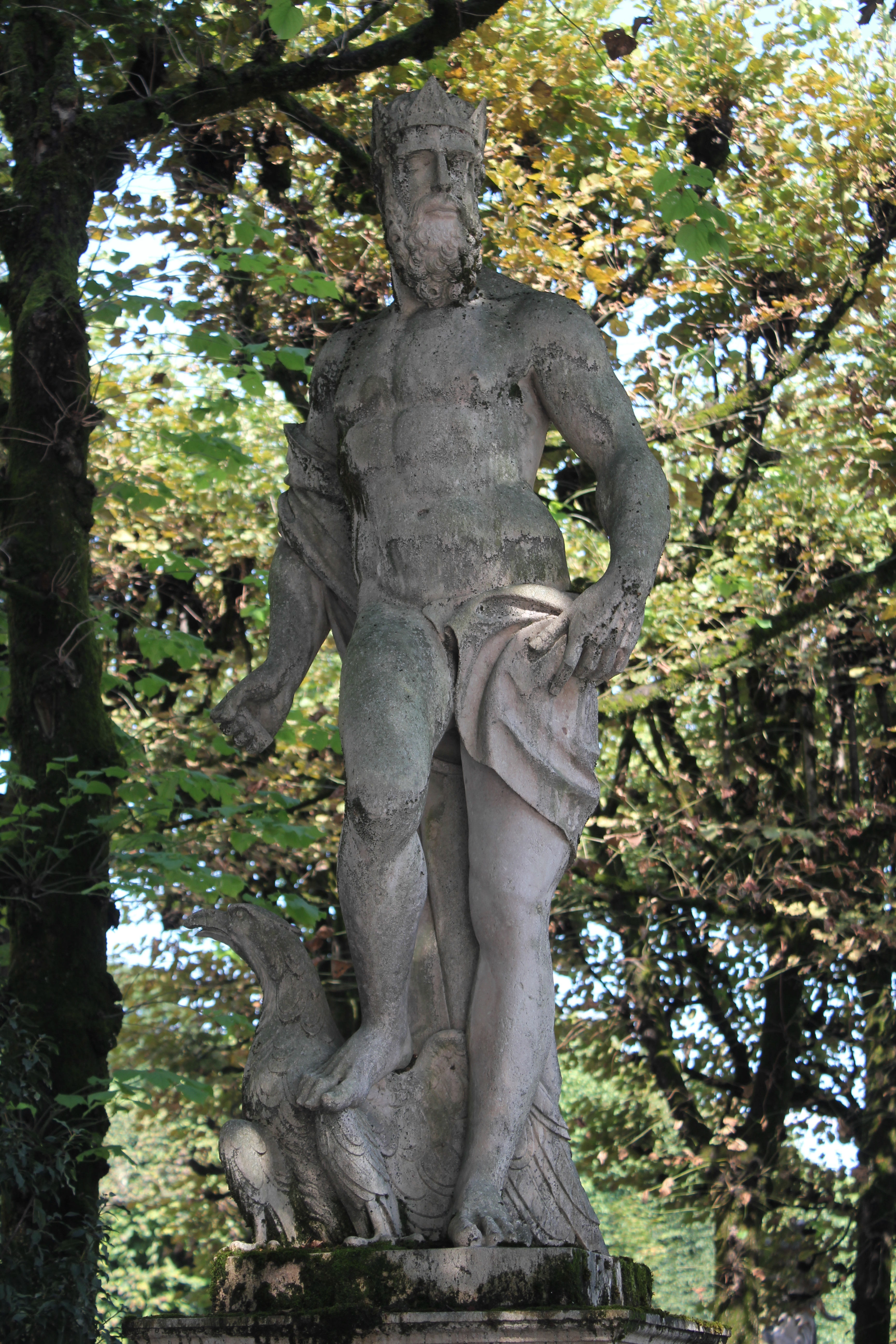
朱庇特
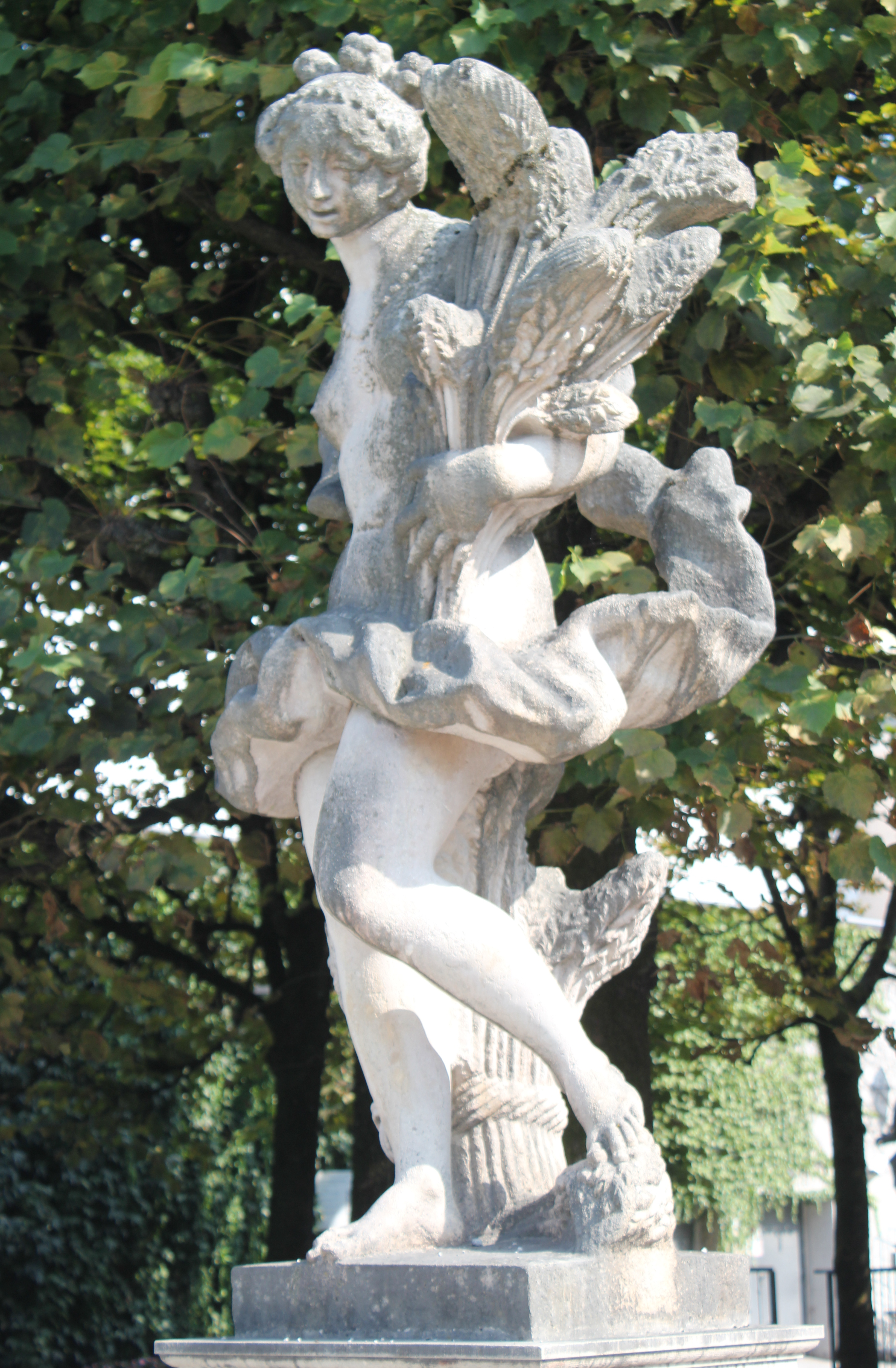
Ceres (Sommer)
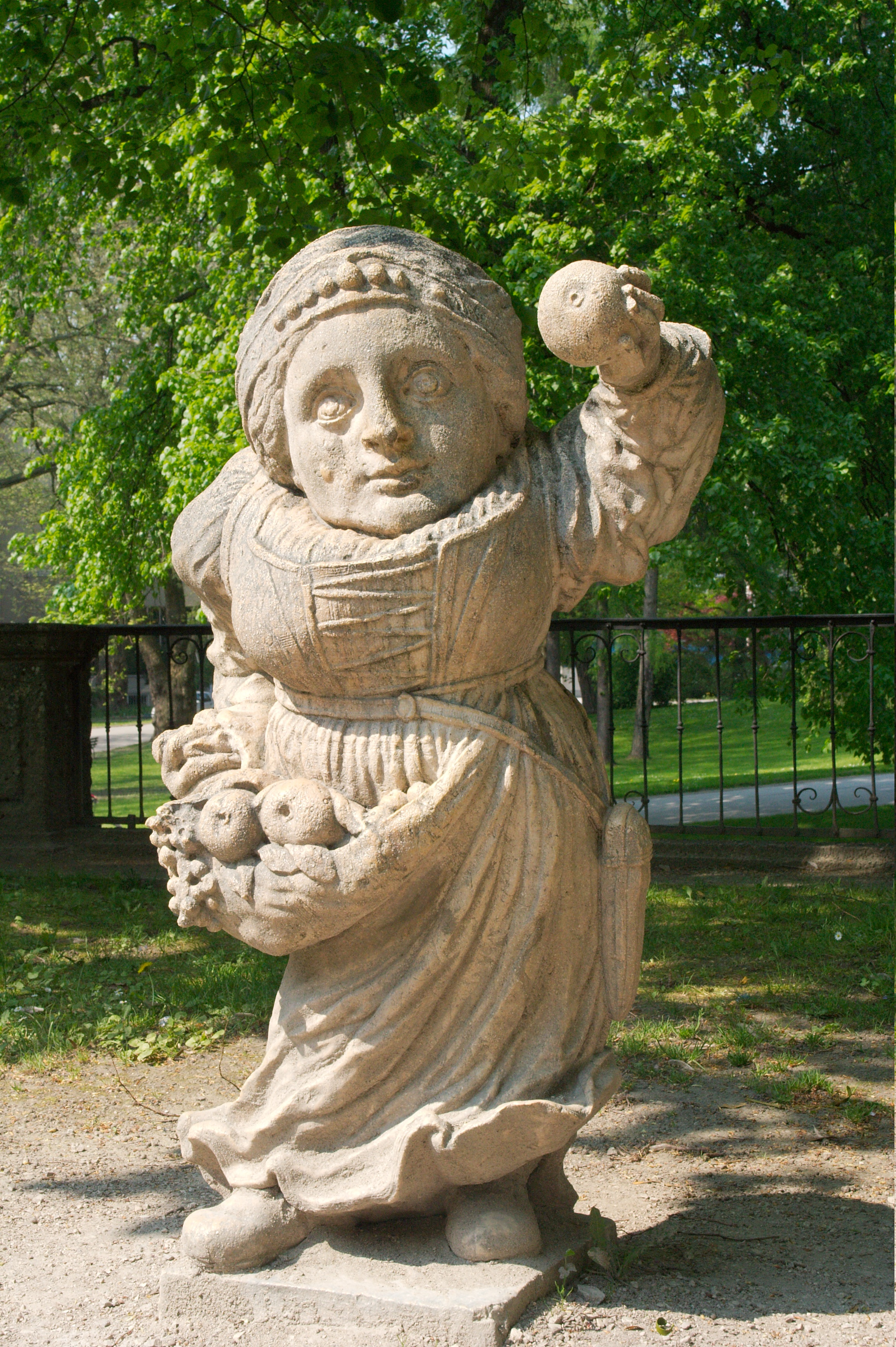
穿水果围裙的矮人